# Чино
Чѝно (на италиански: Cino, на западноломбардски: Scìn, Шин) е село и община в Северна Италия, провинция Сондрио, регион Ломбардия. Разположено е на 504 m надморска височина. Населението на общината е 379 души (към 2010 г.).